# Colin Cowdrey
Michael Colin Cowdrey, barone Cowdrey di Tonbridge (Ootacamund, 24 dicembre 1932 – Littlehampton, 4 dicembre 2000), è stato un crickettista inglese.

## Biografia
È nato nell'India britannica. Ha studiato alla Bishop Cotton Boys School, alla Tonbridge School e al Brasenose College. Nel 1946 fece il suo debutto nella squadra di cricket Oxford University Cricket Club dell'Università di Oxford. All'epoca aveva 14 anni, il che lo rendeva il più giovane rookie nella storia della squadra universitaria.
Quattro anni dopo, ha fatto il suo debutto nella Premier League del Cricket, per il Kent County Cricket Club. Rimase fedele al club fino al suo ritiro nel 1976. Nel 1956 divenne capitano della squadra e nel 1970 la guidò al primo campionato nazionale dal 1913. Ha esordito con la nazionale inglese durante una tournée in Australia e Nuova Zelanda a cavallo tra il 1954 e il 1955. Nel 1959 ha esordito come capitano della nazionale durante un test match contro la squadra del Kent. Ha svolto più volte il ruolo di capitano negli anni 60. Ha fatto la sua ultima apparizione in nazionale durante un test match con l'Australia nel 1975. Ha giocato un totale di 114 partite.
Dopo il ritiro nel 1976, è rimasto nel mondo del cricket come presidente del Marylebone Cricket Club nel 1986 e nell'International Cricket Council. Nel 2000 è diventato presidente del Kent County Cricket Club.
Nel 1972 è stato insignito Commendatore dell'Ordine dell'Impero Britannico. È stato nominato cavaliere nel 1992, e nel 1997 è diventato un pari a vita (con diritto di sedere nella Camera dei lord) con il titolo di Barone Cowdrey di Tonbridge. Il titolo godeva della raccomandazione del suo caro amico, il primo ministro britannico John Major. Cowdrey è uno dei due giocatori di cricket a ricevere il titolo di Pari (l'altro è Learie Constantine, barone Constantine).
Morì nel sonno nel 2000 a seguito di un ictus. Il suo funerale si è tenuto presso l'Abbazia di Westminster il 20 marzo 2001. Il discorso funebre è stato pronunciato da John Major.
Cowdrey è stato sposato due volte. Ha sposato Penny Chiesman per la prima volta nel 1956, dalla quale ha avuto tre figli e una figlia:
- Christopher Stuart Cowdrey (nato il 20 ottobre 1957), un giocatore di cricket
- Jeremy Cowdrey (nato nel 1960), un investitore bancario, attualmente un produttore cinematografico
- Carolyn Cowdrey (nata nel 1961)
- Graham Robert Cowdrey (nato il 27 giugno 1964), un giocatore di cricket

Il primo matrimonio si concluse con un divorzio nel 1985. Sposò per la seconda volta nello stesso anno Anne Elizabeth Fitzalan-Howard, quattordicesima Lady Herries di Terregles (nata il 12 giugno 1938), figlia di Bernard Fitzalan-Howard, XVI duca di Norfolk e Lavinia Strutt, figlia del III barone Belper.